# Лауман, Силкен
Силкен Сюзетт Лауман (англ. Silken Suzette Laumann; род. 14 ноября 1964, Миссиссога, Онтарио), в замужестве Уоллес (англ. Wallace) — канадская гребчиха, выступавшая за сборную Канады по академической гребле в 1980-х и 1990-х годах. Серебряная и дважды бронзовая призёрка летних Олимпийских игр, чемпионка мира, чемпионка Панамериканских игр, победительница и призёрка регат национального значения.

## Биография
Силкен Лауман родилась 14 ноября 1964 года в городе Миссиссога провинции Онтарио, Канада. В детстве серьёзно занималась бегом, но в возрасте 17 лет перешла в академическую греблю — тренировалась вместе со своей старшей сестрой Даниэле Лауман в местном клубе Don Rowing Club.
Дебютировала на взрослом международном уровне в сезоне 1983 года, когда вошла в основной состав канадской национальной сборной и выступила в парных рулевых четвёрках на чемпионате мира в Дуйсбурге, где, тем не менее, сумела квалифицироваться лишь в утешительный финал B и расположилась в итоговом протоколе соревнований на восьмой строке.
Благодаря череде удачных выступлений удостоилась права защищать честь страны на летних Олимпийских играх 1984 года в Лос-Анджелесе — вместе со своей сестрой Даниэле финишировала в программе парных двоек на третьей позиции позади экипажей из Румынии и Нидерландов — тем самым завоевала бронзовую олимпийскую медаль.
После лос-анджелесской Олимпиады её сестра завершила спортивную карьеру, при этом Силкен осталась в гребной команде Канады и продолжила принимать участие в крупнейших международных регатах — вместе с другими партнёршами и в одиночной дисциплине. Так, в 1985 году в одиночках она заняла четвёртое место на мировом первенстве в Хазевинкеле.
В 1987 году в одиночках одержала победу на Панамериканских играх в Индианаполисе.
Находясь в числе лидеров канадской национальной сборной, благополучно прошла отбор на Олимпийские игры 1988 года в Сеуле — на сей раз попасть в призёры не смогла, заняла в программе парных одиночек лишь седьмое место.
На чемпионате мира 1989 года в Бледе стартовала в одиночках, но была далека от попадания в число призёров. Тогда же окончила Университет Западного Онтарио, получив степень бакалавра искусств.
В 1990 году выиграла серебряную медаль на этапе Кубка мира в Сан-Диего и стала серебряной призёркой на мировом первенстве в Тасмании.
Одну из главных побед в своей спортивной карьере одержала в сезоне 1991 года, когда в одиночках стала чемпионкой на мировом первенстве в Вене. Также в этом сезоне получила золотую и две серебряные медали на отдельных этапах мирового кубка. По итогам сезона как лучшая спортсменка Канады была награждена Призом имени Лу Марша и Премией Бобби Розенфельд.
В 1992 году Лауман квалифицировалась на Олимпийские игры 1992 года в Барселоне, однако за два с половиной месяца до старта Игр во время тренировки она столкнулась с другой лодкой и получила тяжёлую травму ноги, из-за которой её дальнейшая спортивная карьера оказалась под вопросом. Несмотря на травму, Лауман всё же выступила на Олимпиаде и завоевала бронзовую медаль в одиночках, уступив только румынке Элисабете Липэ и бельгийке Аннелис Бредаль. За это достижение второй раз подряд удостоилась Премии Бобби Розенфельд.
После барселонской Олимпиады Силкен Лауман взяла перерыв в своей спортивной карьере, чтобы окончательно восстановиться от травмы. В 1994 году она вернулась в большой спорт, в одиночках отметилась победой на этапе Кубка мира в Люцерне, выступила на чемпионате мира в Индианаполисе.
В 1995 году выиграла серебряную медаль на мировом первенстве в Тампере, победила на Панамериканских играх в Мар-дель-Плате. В Мар-дель-Плате она также завоевала золотую медаль в парных четвёрках, но вскоре была лишена этой награды из-за проваленного допинг-теста — в её пробе обнаружили следы запрещённого вещества псевдоэфедрина. Спортсменка подала протест на это решение, отметив, что вещество попало в её организм случайно вместе с обычным лекарством от простуды.
На Олимпийских играх 1996 года в Атланте Лауман выиграла серебряную медаль в одиночках, пропустив вперёд представительницу Белоруссии Екатерину Карстен. После этой Олимпиады она больше не принимала участия в международных регатах, а спустя три года официально объявила о завершении спортивной карьеры.
За выдающиеся спортивные достижения в 1998 году была введена в Зал славы спорта Канады, в то время как в 1999 году получила Медаль Томаса Келлера. С 2004 года является членом Зала славы спорта Онтарио.
Была замужем за известным канадским гребцом Джоном Уоллесом, чемпионом Олимпиады в Барселоне, но в конечном счёте развелась. Впоследствии проявила себя как журналист и оратор в Виктории, Британская Колумбия.